# Pomnik Henryka Sienkiewicza w Rzymie
Pomnik Henryka Sienkiewicza w Rzymie (wł. Monumento a Henryk Sienkiewicz) – pomnik odsłonięty w Ogrodach Willi Borghese w 2006 roku.

## Historia
Autorem rzeźby, przedstawiającej pisarza Henryka Sienkiewicza w postawie siedzącej, trzymającego wieniec laurowy w dłoniach, był prof. Czesław Dźwigaj. Rzeźbiarz wykonał prawie trzymetrową statuę w brązie. Postać umieszczona jest na metrowym kamiennym postumencie. W dolnej części monumentu znajduje się napis: Quo vadis, Domine, stanowiący odniesienie do sławnej powieści Quo vadis z 1896 roku. Pomysłodawcą uczczenia polskiego noblisty był polityk Bogdan Klich. Pomnik odsłonięto przy Piazzale Ferdowsi w Ogrodach Willi Borghese w 2006 roku. W uroczystości wzięli udział przedstawiciele władz Rzymu, prawnuk pisarza Bartłomiej Sienkiewicz, ambasador Polski we Włoszech Michał Radlicki, ambasador Polski przy Stolicy Apostolskiej Hanna Suchocka oraz włoski eurodeputowany Jas Gawronski.